# Hôpital Sainte-Croix de Metz
Pour les articles homonymes, voir Sainte-Croix.

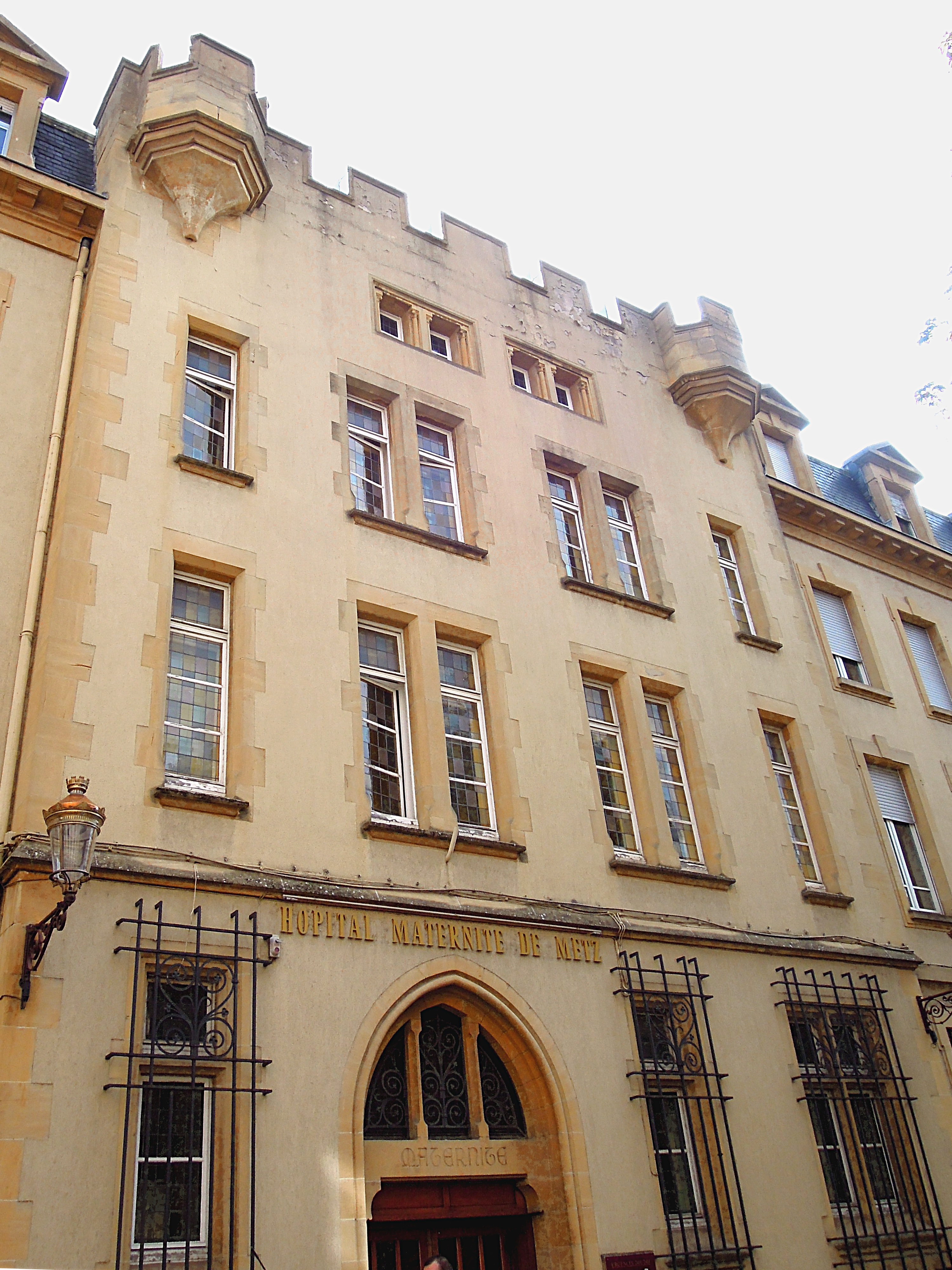
Entrée principale de l’hôpital, place Sainte-Croix

L’hôpital maternité Sainte-Croix est un ancien établissement de santé établi sur les hauteurs de la vieille-ville de Metz. Il a servi et enregistré une partie des naissances de l’agglomération messine pendant 75 années. Il est fermé en 2012 et transféré à la maternité de l’hôpital de Mercy.

## Historique
L’établissement est à l’origine une clinique installée en 1909 dans l’ancien couvent Sainte-Élisabeth par les Sœurs de la Charité maternelle présentes sur le site depuis 1886. Cet établissement se voulait hériter de l’institution préexistante dans lequel a œuvré le docteur Morlanne, régulièrement célébré par la maternité.
En 1931, l’architecte Henri Dedun dessine les plans de la nouvelle aile. La construction reprend l’emplacement de l’ancien hôtel patricien de la Bulette du XIVe siècle, mais déjà détruit en grande partie. Son extension mène à la disparition d’ancienne caves voûtées du Moyen Âge, mais aussi à une reconstruction de la façade d’origine de l’hôtel dont le portail baroque est déplacé à l’arrière des bâtiments où sont découverts les vestiges d’un moulin romain. La maternité couvre plus de 45 ares en 1935. 
En 1960, la structure, dans laquelle les services en médecine générale se développeront de plus en plus, prend officiellement l’appellation d’hôpital-maternité Sainte-Croix. 
En 1971, l’hôpital devient officiellement public. Il s’associe enfin en 2012 à l’hôpital Notre-Dame-de-Bon-Secours pour former le centre hospitalier régional de Metz-Thionville,.

## Source
- La maternité de Metz par M. Christian Jouffroy